# Nonan
Nonan je linearni alkanski ugljovodonik sa hemijskom formulom .
Nonan ima 35 strukturnih izomera. Tripropilen je smeša tri specifična izomera nonana.
Njegova supstituentska forma je nonil. Njegov cikloalkanski ekvivalent je ciklononan,. Za razliku od većine alkana, numerički prefiks u njegovom imenu je latinski, a ne grčki.

## Spoljašnje veze
- Džepni vodič hemijskih hazarda 0466
- Архивирано на веб-сајту  (8. децембар 2004)